# Janez Lindauer
Janez Lindauer, tudi Hans Lindauer, ljubljanski župan v 16. stoletju. 
Lindauer je bil župan Ljubljane med letoma 1509 in 1511, ko ga je nasledil Volk Meditsch.